# Reino de Munster
```
   |-
       | 
Erro:
:  
valor não especificado para "
continente
"
```

O Reino de Munster (em irlandês:  Ríocht Mhumhain) foi um reino da Irlanda gaélica que existiu no sudoeste da ilha pelo menos desde o século I a.C. até 1118. De acordo com a história tradicional irlandesa encontrada nos Anais dos Quatro Mestres, o reino se originou como o território do Clanna Dedad (às vezes conhecido como Dáirine), uma tribo Érainn de gaélicos irlandeses. Alguns dos primeiros reis foram proeminentes no Ciclo do Ramo Vermelho, como Cú Roí e Conaire Mór. Por alguns séculos, eles foram concorrentes ao Alto Reinado da Irlanda, mas acabaram perdendo para os Connachta, descendentes de Conn Cétchathach. O reino teve diferentes fronteiras e divisões internas em diferentes momentos de sua história.
Grandes mudanças remodelaram Munster no século VI, quando os Corcu Loígde (ancestrais do Ó hEidirsceoil) caíram do poder. Osraige, que esteve sob o controle de Munster durante dois séculos, foi retomado pelos Dál Birn (ancestrais dos Mac Giolla Phádraig). Vários grupos subordinados, como os Múscraige, trocaram de aliança e ajudaram a levar os Eóganachta ao poder em Munster. Durante os três séculos seguintes, vários subgrupos como os Eóganacht Chaisil (ancestrais dos Ó Súilleabháin e Mac Cárthaigh) e os Eóganacht Glendamnach (ancestrais dos Ó Caoimh) competiram pelo controle de Munster. A civilização cristã celta desenvolveu-se nesta época e o Rochedo de Cashel tornou-se uma sede de poder. Dois reis, Faílbe Flann mac Áedo Duib e Cathal mac Finguine, conseguiram elevar Munster ao posto de primeiro reino irlandês por um tempo.
Munster teve que enfrentar ataques dos vikings comandados pelos Uí Ímair a partir do século IX, que se estabeleceram em Limerick, Waterford e Cork. Na mesma época, os Dál Cais (ancestrais dos Ó Briain), anteriormente conhecidos como Déisi, também estavam em ascendência em Munster. Auxiliado em parte pelo Uí Néill, o anteriormente subordinado Dál Cais veio desafiar o Eóganachta pelo controle de Munster. As façanhas de seu membro mais famoso, Brian Bóruma, conhecido pela Batalha de Clontarf, estabeleceram o governo de Dál Cais pelo resto do século XI. Após divisões internas, Munster foi dividida pelo Alto Rei Toirdelbach Ó Conchobhair com o Tratado de Glanmire em 1118, entre Thomond governado pelo Ó Briain e Desmond governado pelo Mac Cárthaigh.

## Etimologia
Um texto medieval tardio em irlandês médio chamado Cóir Anmann (conhecido em inglês como "Adequação dos Nomes" ou "Elucidação dos Nomes") fornece uma etimologia para o termo Munster. Ele afirma que o nome deriva em parte de Eochaidh Mumu, um dos primeiros Altos Reis Heberianos da Irlanda que governou a área. Este Alto Rei tinha o apelido real mó-mó que significa "maior-maior", porque ele era suposto ser mais poderoso e maior em estatura do que qualquer outro irlandês de seu tempo (os Anais dos Quatro Mestres afirmam que ele reinou de 1449-1428 aC). O Cóir Anmann afirma que a palavra mó (maior) com ána (prosperidade) se combinaram para formar Mumu, porque o reino era mais próspero do que qualquer outro na Irlanda. A segunda palavra ána também está associada à deusa Anu (potencialmente a mesma que a deusa-mãe Danu). Na verdade, Munster inclui em seu interior um par de montanhas em forma de peito perto de Killarney, chamadas de Dois Paps de Ána.